# Farrelly testvérek
Peter Farrelly és Bobby Farrelly, vagyis a Farrelly testvérek amerikai filmrendező és forgatókönyvíró páros.
1994 és 2014 között tucatnyi filmet, leginkább romantikus vígjátékokat készítettek el közösen. Ezek közé tartozik a Dumb és Dumber – Dilibogyók (1994), a Tökös tekés (1996), a Keresd a nőt! (1998), az Én és én meg az Irén (2000), az Ozmózis Jones – A belügyi nyomozó (2001), A nagyon nagy Ő (2001), a Szívem csücskei (2005), az Agyő, nagy ő! (2007), az Elhajlási engedély (2011) és a Dumb és Dumber kettyó (2014).

## Filmográfia

### Film
| Év   | Magyar cím                        | Eredeti cím                  | Feladatkör | Feladatkör | Feladatkör |
| Év   | Magyar cím                        | Eredeti cím                  | Rendező    | Producer   | Író        |
| ---- | --------------------------------- | ---------------------------- | ---------- | ---------- | ---------- |
| 1994 | Dumb és Dumber – Dilibogyók       | Dumb and Dumber              | Peter      | Igen       | Igen       |
| 1996 | Tökös tekés                       | Kingpin                      | Igen       | Nem        | Nem        |
| 1998 | Keresd a nőt!                     | There's Something About Mary | Igen       | Nem        | Igen       |
| 1999 | Jótanácsok kamaszoknak            | Outside Providence           | Nem        | Igen       | Igen       |
| 2000 | Én és én meg az Irén              | Me, Myself & Irene           | Igen       | Igen       | Igen       |
| 2001 | Húgom, nem húgom                  | Say It Isn't So              | Nem        | Igen       | Nem        |
| 2001 | Ozmózis Jones – A belügyi nyomozó | Osmosis Jones                | Igen       | Igen       | Nem        |
| 2001 | A nagyon nagy Ő                   | Shallow Hal                  | Igen       | Igen       | Igen       |
| 2003 | Túl közeli rokon                  | Stuck on You                 | Igen       | Igen       | Igen       |
| 2005 | Szívem csücskei                   | Fever Pitch                  | Igen       | Nem        | Nem        |
| 2005 | A pofátlan                        | The Ringer                   | Nem        | Igen       | Nem        |
| 2007 | Agyő, nagy ő!                     | The Heartbreak Kid           | Igen       | Nem        | Igen       |
| 2011 | Elhajlási engedély                | Hall Pass                    | Igen       | Igen       | Igen       |
| 2012 | A dilis trió                      | The Three Stooges            | Igen       | Igen       | Igen       |
| 2014 | Dumb és Dumber kettyó             | Dumb and Dumber To           | Igen       | Igen       | Igen       |

### Televízió
| Év   | Magyar cím        | Eredeti cím       | Megjegyzések                             |
| ---- | ----------------- | ----------------- | ---------------------------------------- |
| 1992 | Seinfeld          | Seinfeld          | forgatókönyvíró (1 epizód)               |
| 2002 | Ozzy és Drix      | Ozzy & Drix       | vezető producer                          |
| 2008 |                   | Unhitched         | rendező és vezető producer (próbaepizód) |
| 2016 | Trailer Park Boys | Trailer Park Boys | rendezők (2 epizód)                      |

## Fordítás
- Ez a szócikk részben vagy egészben  a   Farrelly brothers című angol Wikipédia-szócikk ezen változatának fordításán alapul.  Az eredeti cikk szerkesztőit annak laptörténete sorolja fel. Ez a jelzés csupán a megfogalmazás eredetét és a szerzői jogokat jelzi, nem szolgál a cikkben szereplő információk forrásmegjelöléseként.